# Oncidium coloratum
Oncidium coloratum là một loài thực vật có hoa trong họ Lan. Loài này được Königer & J.G.Weinm.bis mô tả khoa học đầu tiên năm 1994.